# Näsbyn, Estland

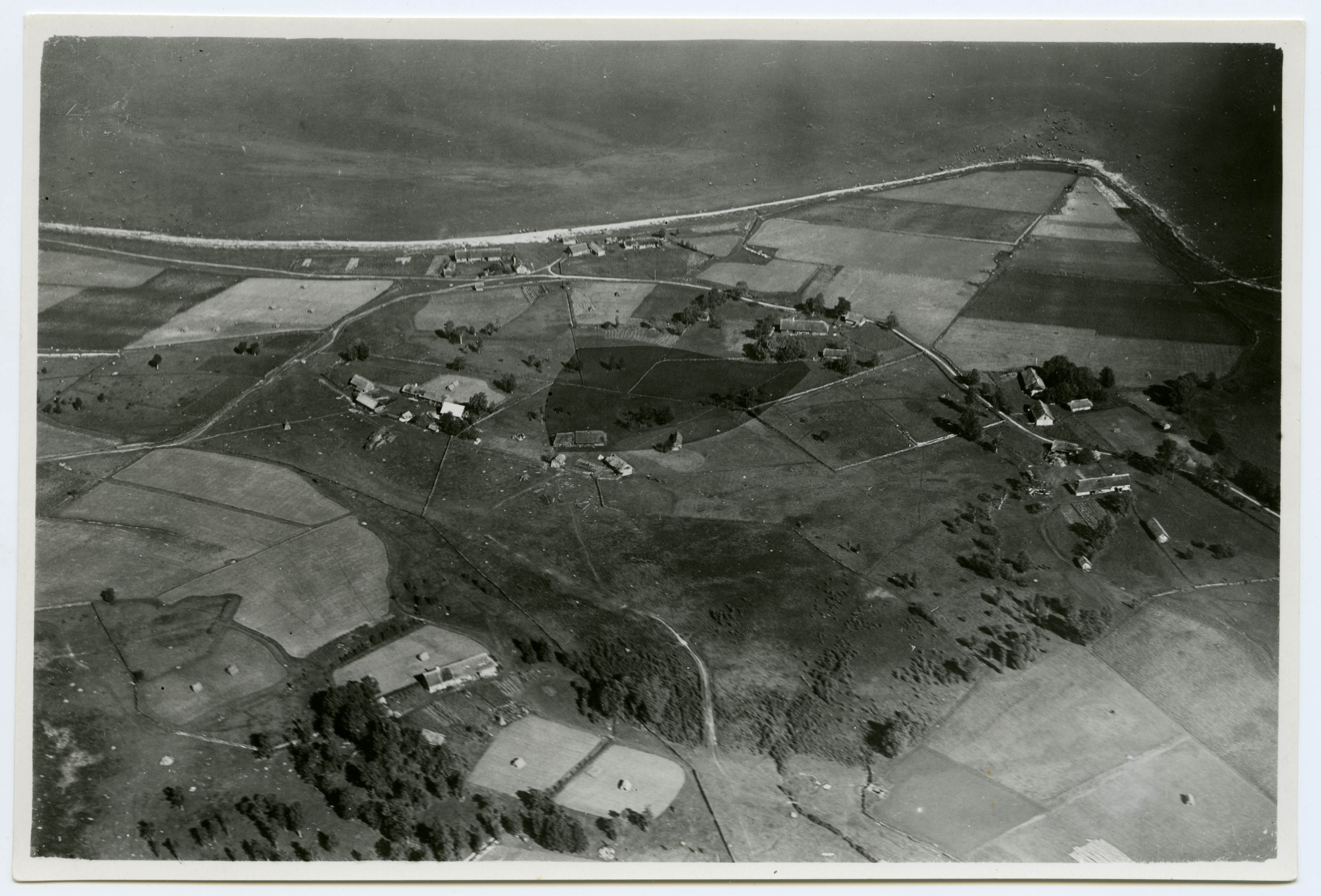
Flygfoto av Näsbyn (Vintse) år 1934

Näsbyn (estniska: Vintse) är en by (estniska: küla) i Lääne-Harju kommun i landskapet Harjumaa i Estland. Den ligger vid Finska viken, 55 km sydväst om huvudstaden Tallinn. Byn hade 22 invånare år 2011.
Näsbyn tillhörde i äldre tid Vippals kommun och 1992-2017 Padis kommun. Näsbyn ligger 15 km sydväst om centralorten Paldiski. Nordöst om byn ligger Rågöarna. Näsbyn angränsar till byarna Aklop i väst och Vippal i öst. 
Näsbyn ligger i en trakt som tidigare beboddes av estlandssvenskar. Näsbyn har fått sitt namn efter en liten udde som på moderna estländska kartor ännu benämns Näse. Ett äldre svenskt och tyskt namn på byn var Finsnäs, vilket det estniska namnet kan härledas till. Inom dagens bygränser låg förr även de estlandssvenska byarna Brask (estniska: Praski) och Stora och Lilla Kivra (estniska: Kibru). Det senare namnet är sannolikt av estniskt härkomst medan det förra innehåller ett äldre svenskt ord som betyder 'sumpig mark med vass eller snårskog'. Nästan alla estlandssvenskar flydde till Sverige i samband med andra världskriget. 